# Brézins
Pour l’article ayant un titre homophone, voir Brézin.
Brézins [bʁezɛ̃] est une commune française située dans le département de l'Isère en région Auvergne-Rhône-Alpes.
Historiquement rattaché à la province royale du Dauphiné, la commune est adhérente à la Communauté de communes Bièvre Isère.
L'Aéroport de Grenoble-Isère est partiellement établi sur le territoire communal et ses habitants se dénomment les Brézinois.

## Géographie

### Situation et description
Le village de Brézins situé à 45 kilomètres de Grenoble et 60 kilomètres de Lyon. Positionnée entre Lyon, Grenoble, Valence et Bourgoin-Jallieu, Brézins se trouve plus précisément dans la Plaine de Bièvre, dans le secteur du Bas Dauphiné.

### Communes limitrophes
Les territoires des communes de Brézins, Gillonnay, La Côte-Saint-André et Saint-Siméon-de-Bressieux forment un quadripoint.
| La Côte-Saint-André       | Gillonnay                 | Saint-Hilaire-de-la-Côte      |
| Saint-Siméon-de-Bressieux | Brézins                   | Saint-Étienne-de-Saint-Geoirs |
|                           | Saint-Pierre-de-Bressieux |                               |

### Géologie
Le territoire de de Brézins se positionne au cœur de la région naturelle de Bièvre-Valloire, une large vallée ouverte entre celle de l'Isère (au sud) et le cours du Rhône (à l'ouest) et dont la forme régulière en auge à fond plat suggère une origine glaciaire, ce que confirme la présence de dépôts morainiques.

### Climat
Pour des articles plus généraux, voir Climat d'Auvergne-Rhône-Alpes et Climat de l'Isère.
En 2010, le climat de la commune est de type climat des marges montargnardes, selon une étude du Centre national de la recherche scientifique s'appuyant sur une série de données couvrant la période 1971-2000. En 2020, Météo-France publie une typologie des climats de la France métropolitaine dans laquelle la commune est exposée à un climat de montagne ou de marges de montagne et est dans la région climatique  Alpes du nord, caractérisée par une pluviométrie annuelle de 1 200 à 1 500 mm, irrégulièrement répartie en été. 
Pour la période 1971-2000, la température annuelle moyenne est de 11 °C, avec une amplitude thermique annuelle de 17,5 °C. Le cumul annuel moyen de précipitations est de 991 mm, avec 9,4 jours de précipitations en janvier et 6,4 jours en juillet. Pour la période 1991-2020, la température moyenne annuelle observée sur la station météorologique de Météo-France la plus proche, « Grenoble-Saint-Geoirs », sur la commune de Saint-Étienne-de-Saint-Geoirs à 4 km à vol d'oiseau, est de 11,5 °C et le cumul annuel moyen de précipitations est de 915,1 mm,. Pour l'avenir, les paramètres climatiques de la commune estimés pour 2050 selon différents scénarios d'émission de gaz à effet de serre sont consultables sur un site dédié publié par Météo-France en novembre 2022.
| Mois                                  | jan.             | fév.            | mars             | avril         | mai           | juin         | jui.           | août           | sep.            | oct.            | nov.             | déc.            | année      |
| ------------------------------------- | ---------------- | --------------- | ---------------- | ------------- | ------------- | ------------ | -------------- | -------------- | --------------- | --------------- | ---------------- | --------------- | ---------- |
| Température minimale moyenne (°C)     | −0,7             | −0,5            | 2,1              | 4,7           | 8,9           | 12,4         | 14,1           | 14,2           | 10,8            | 7,7             | 3,2              | 0,1             | 6,4        |
| Température moyenne (°C)              | 2,8              | 3,8             | 7,4              | 10,4          | 14,5          | 18,4         | 20,6           | 20,5           | 16,4            | 12,3            | 6,9              | 3,5             | 11,5       |
| Température maximale moyenne (°C)     | 6,3              | 8               | 12,6             | 16,2          | 20,2          | 24,4         | 27,1           | 26,9           | 22              | 17              | 10,7             | 6,9             | 16,5       |
| Record de froid (°C) date du record   | −27,1 03.01.1971 | −19,4 05.02.12  | −18,2 04.03.1949 | −7,9 08.04.03 | −2,8 07.05.19 | 2,1 10.06.05 | 4,8 18.07.1970 | 3,8 30.08.1986 | −1,2 28.09.1972 | −5,3 30.10.1950 | −10,9 27.11.1971 | −20,2 30.12.05  | −27,1 1971 |
| Record de chaleur (°C) date du record | 17,3 10.01.15    | 20,7 25.02.1991 | 25,3 22.03.1990  | 28 18.04.1949 | 31,4 22.05.22 | 37 22.06.03  | 38,3 24.07.19  | 39,5 13.08.03  | 33,6 05.09.1949 | 29,7 09.10.23   | 24,8 01.11.1968  | 19,5 18.12.1989 | 39,5 2003  |
| Ensoleillement (h)                    | 908              | 1 116           | 1 729            | 1 898         | 2 208         | 2 584        | 2 924          | 2 634          | 1 992           | 1 404           | 911              | 78              | 21 084     |
| Précipitations (mm)                   | 63,3             | 48,7            | 63               | 75,5          | 90,7          | 73,3         | 66,5           | 66,3           | 98,9            | 106,7           | 98,6             | 63,6            | 915,1      |

### Hydrographie
Le torrent le Rival a causé plusieurs inondations dans la commune, notamment en 1841, 1857, 1988, 1992, 2008 et 2013.

## Urbanisme

### Typologie
Au 1er janvier 2024, Brézins est catégorisée bourg rural, selon la nouvelle grille communale de densité à sept niveaux définie par l'Insee en 2022.
Elle est située hors unité urbaine et hors attraction des villes,.

### Occupation des sols
L'occupation des sols de la commune, telle qu'elle ressort de la base de données européenne d’occupation biophysique des sols Corine Land Cover (CLC), est marquée par l'importance des territoires agricoles (76,4 % en 2018), en diminution par rapport à 1990 (83,9 %). La répartition détaillée en 2018 est la suivante : 
terres arables (45,2 %), zones agricoles hétérogènes (20,3 %), zones urbanisées (14,8 %), prairies (9,3 %), zones industrielles ou commerciales et réseaux de communication (8,8 %), cultures permanentes (1,5 %). L'évolution de l’occupation des sols de la commune et de ses infrastructures peut être observée sur les différentes représentations cartographiques du territoire : la carte de Cassini (XVIIIe siècle), la carte d'état-major (1820-1866) et les cartes ou photos aériennes de l'IGN pour la période actuelle (1950 à aujourd'hui).

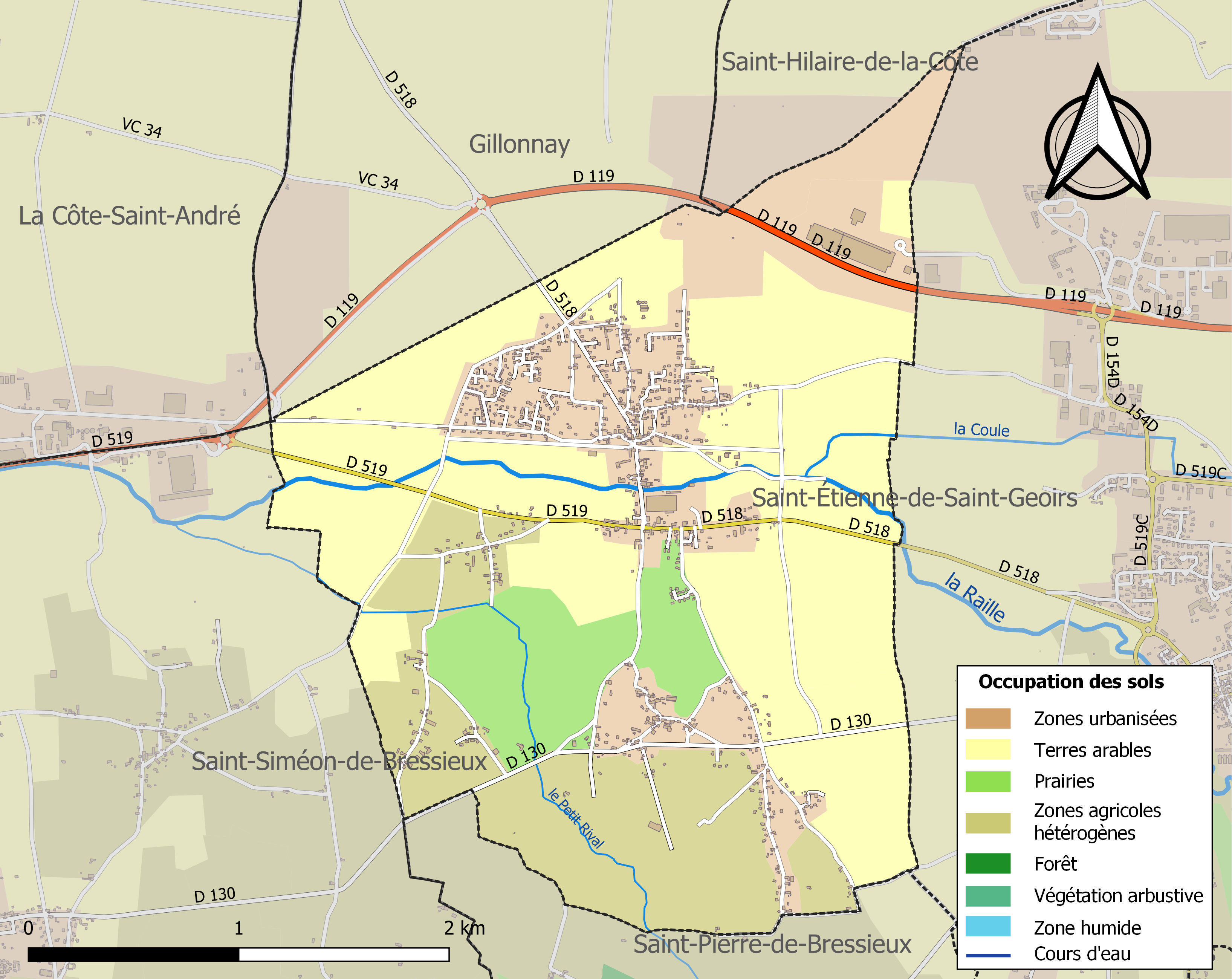
Carte des infrastructures et de l'occupation des sols de la commune en 2018 (CLC).

## Toponymie
Le nom du village a été Breziacum au Moyen Âge, puis Brizens en 1317 et Brézin en 1800, et enfin Brézins depuis le XXe siècle.

## Histoire

### Antiquité et Moyen Âge
Au début de l'Antiquité, le territoire des Allobroges s'étendait sur la plus grande partie des pays qui seront nommés plus tard la Sapaudia (ce « pays des sapins » deviendra la Savoie) et au nord de l'Isère.
Les Allobroges, comme bien d'autres peuples gaulois, sont une « confédération ». En fait, les Romains donnèrent, par commodité le nom d'Allobroges à l'ensemble des peuples gaulois vivant dans la civitate (cité) de Vienne, à l'ouest et au sud de la Sapaudia.
Un aqueduc romain donne une indication de la création du village, situé le long d'une voie romaine.
La commune, giboyeuse, a été territoire de chasse royale pour les rois de France Louis XI et François Ier lorsqu’ils se rendaient sur leurs terroirs de Bressieux et La Côte Saint-André.

### Époque contemporaine
En mai 1857 la commune se partage après des divisions entre habitants entre une commune de Brézins-le-Haut et une autre de Brézins-le-Bas, séparées par la voie ferrée. La commune sera réunifiée après la seconde guerre mondiale.

## Politique et administration
| Période                                  | Période                   | Identité        | Étiquette | Qualité                                            |
| ---------------------------------------- | ------------------------- | --------------- | --------- | -------------------------------------------------- |
| mars 1983                                | mars 1989                 | Georges Schoch  |           |                                                    |
| mars 1989                                | mars 2001                 | Christian Feret |           |                                                    |
| mars 2001                                | mars 2008                 | Lucien Beray    | DVD       |                                                    |
| mars 2008                                | septembre 2016 (décès)    | Henri Gerbe     | PS        | Retraité Vice-président de Bièvre Isère communauté |
| octobre 2016                             | En cours (au 23 mai 2020) | Gilles Gelas    | DVG       | Cadre retraité                                     |
| Les données manquantes sont à compléter. |                           |                 |           |                                                    |

## Population et société

### Démographie
L'évolution du nombre d'habitants est connue à travers les recensements de la population effectués dans la commune depuis 1793. Pour les communes de moins de 10 000 habitants, une enquête de recensement portant sur toute la population est réalisée tous les cinq ans, les populations de référence des années intermédiaires étant quant à elles estimées par interpolation ou extrapolation. Pour la commune, le premier recensement exhaustif entrant dans le cadre du nouveau dispositif a été réalisé en 2005.

En 2022, la commune comptait 2 282 habitants, en évolution de +9,82 % par rapport à 2016 (Isère : +3,07 %, France hors Mayotte : +2,11 %).
| 1793 | 1800 | 1806 | 1821  | 1831  | 1836  | 1841  | 1846  | 1851  |
| ---- | ---- | ---- | ----- | ----- | ----- | ----- | ----- | ----- |
| 739  | 763  | 846  | 1 018 | 1 039 | 1 031 | 1 044 | 1 044 | 1 045 |

| 1856  | 1861  | 1866  | 1872  | 1876  | 1881  | 1886  | 1891  | 1896 |
| ----- | ----- | ----- | ----- | ----- | ----- | ----- | ----- | ---- |
| 1 059 | 1 085 | 1 055 | 1 015 | 1 037 | 1 017 | 1 019 | 1 022 | 984  |

| 1901  | 1906 | 1911 | 1921 | 1926 | 1931 | 1936 | 1946 | 1954 |
| ----- | ---- | ---- | ---- | ---- | ---- | ---- | ---- | ---- |
| 1 019 | 954  | 898  | 805  | 821  | 766  | 763  | 739  | 752  |

| 1962 | 1968 | 1975 | 1982  | 1990  | 1999  | 2005  | 2006  | 2010  |
| ---- | ---- | ---- | ----- | ----- | ----- | ----- | ----- | ----- |
| 730  | 671  | 836  | 1 013 | 1 245 | 1 326 | 1 471 | 1 492 | 1 759 |

| 2015  | 2020  | 2022  | - | - | - | - | - | - |
| ----- | ----- | ----- | - | - | - | - | - | - |
| 2 042 | 2 212 | 2 282 | - | - | - | - | - | - |

### Enseignement
La commune est rattachée à l'académie de Grenoble. Elle gère l’école publique « de la fraternité » ( maternelle et élémentaire).
La commune est aussi rattachée au secteur du collège Rose Valland situé à St Étienne de St Geoirs qui propose entre autres, une LV2 Allemand dès le 6eme et une section Européenne Italien à partir de la 5eme. 
Brézins fait partie du secteur du lycée Hector Berlioz à La Côte St André. Il propose entre autres, en plus des 7 spécialités communes à la plupart des lycées généraux, la spécialité Sciences de l’Ingénieur, une section Européen Anglais, une section Européen Italien, un Bac Français International Anglais-Italien, une préparation "Sciences Po".

## Culture et patrimoine

### Lieux et monuments
- Le monument aux morts, inauguré le 15 août 1922.
- L'école a été construite en 1956, ce qui a permis de réunir les deux écoles des villages du « Bas » et du « Haut »[15].
- L'ancienne église romane de la Vierge de Brézins-le-Bas.
- Église Saint-Roch de Brézins-le-Haut

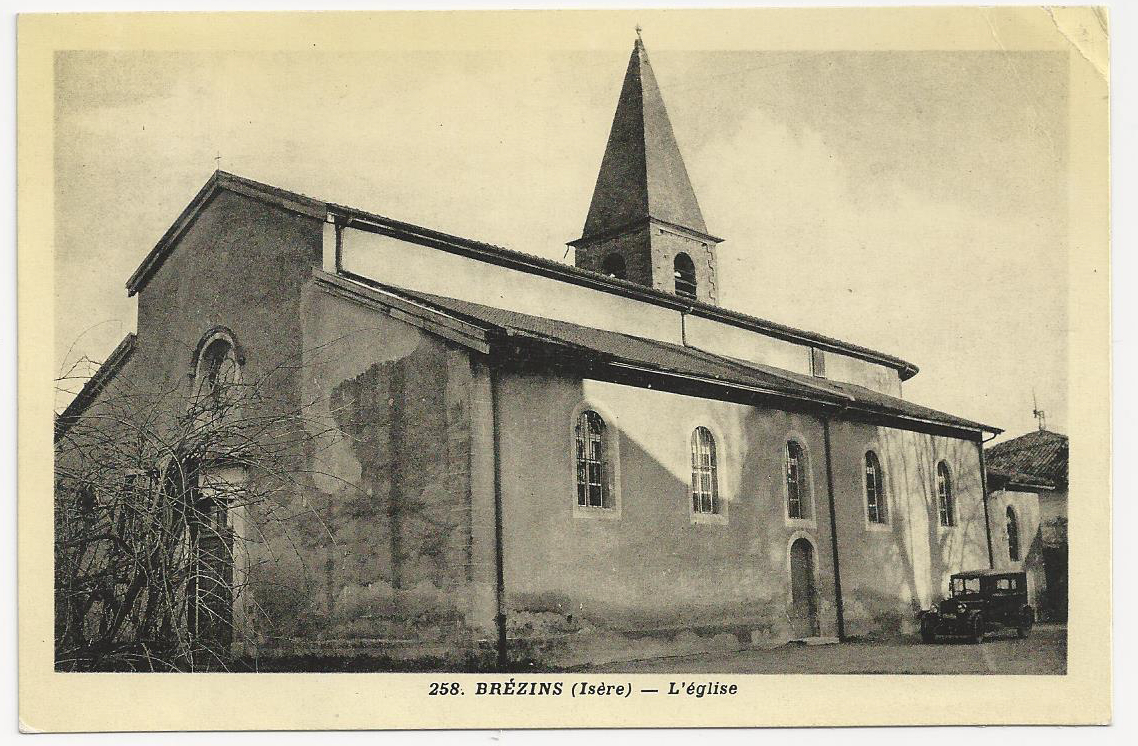
Église de Brézins-le-Bas au début du XXe siècle

Brézins a deux églises car historiquement le village était coupé en deux : il y avait Brézins-le-Haut et Brézins-le-Bas. Chacun de ces deux villages avait son église. Mais il n'y avait qu'un seul cimetière situé dans le village de Brézins-le-Bas, route de la Côte St André, depuis 1846.
La date de la construction de cette église romane située à Brézins-le-Bas n'est pas connue, mais son existence est attestée dès 1467. Les murs de l'église ont été construits en pisé avec un mélange de terre crue, paille et cailloux. Ce pisé contient également des tessons de terre cuite gallo-romaine. Le mur du clocher de l'église, construit en 1662, est typiquement dauphinois avec des galets glaciaires en arêtes de poisson. L'église est réparée en 1711 et 1842, et depuis 1964 cette église, privée de la toiture de son clocher, est désaffectée et sert au stockage de matériel municipal. Devant le montant des travaux à réaliser, un permis de démolir a été accordé en mai 2015. Permis annulé le 17 mai 2018 par le tribunal administratif de Grenoble.
- La gare de Brézins

Sur l'insistance des élus, une gare est inaugurée à Brézins en 1902 pour les passagers et l'année suivante pour les marchandises. Désaffectée à partir de 1983, elle est démolie en 2001

### Personnalités liées à la commune
- Joseph Vincendon, général de division, grand-croix de la Légion d'honneur, né en 1833 à Brézins.
- Louis Mandrin, sa famille est originaire de Brézins.
- Louis Vincendon, né à Brézins en 1788, avocat général puis conseiller et président à la Cour de Grenoble, conseiller général.

### Héraldique
La commune s'est dotée d'un pseudo-blason (logo blasoniforme fantaisiste, non conforme à l'héraldique).